# 毛杰 (1968年)
毛杰（1968年10月—），女，汉族，河南柘城人。1988年4月加入中国共产党，1990年8月参加工作。清华大学研究生学历，教育学博士。享受国务院政府特殊津贴专家。

## 简历
曾任郑州外国语学校校长（2003.06——2011.10），郑州市教育局局长（2011.12——2015.03）。2015年3月，任郑州工程技术学院（原中州大学）校长、党委副书记。
2017年1月，任河南省教育厅党组成员、副厅长。2022年11月，升任河南省教育厅党组书记、厅长，成为正厅级干部。
2025年3月1日，不再担任河南省教育厅厅长。